# Parequema
Parequema é nome duma repetição de um som ou de uma sílaba do final duma palavra e do começo de outra. O parequema pode criar cacófatos. Parequemas viciosos chamam-se colisões.

## Exemplos de parequemas
- 31 de dezembro
- Adolescente teimoso
- Ano-Novo
- Cone negro[1]
- Corpo poroso
- Crepúsculo longo
- É bom que seja já
- Erótica cacofonia
- Essa é uma faca cara
- Fosso social
- Gado doente
- Gafe feminina
- Garota taluda
- Grife feminina
- Guilherme Melanino Nogueira
- Gustava Valeriana Nascimento
- Imaculada dama
- Impasse sensual
- Importante tempo
- Infame menina
- Melanina Nascimento Torquato
- Menino nostálgico
- O sapo fez o ataque que queria
- Pato tonto[2]
- Pouco coco comigo[3]
- Regra gramatical
- Roupa parda
- Saco colorido
- Samba baiano
- Sintagma masculino
- Tabu burocrático